# Le Hold-up du train postal
Pour plus de détails, voir Fiche technique et Distribution.
Le Hold-up du train postal (O Assalto ao Trem Pagador) est un film policier brésilien réalisé par Roberto Farias et sorti en 1962.
Basée sur une histoire vraie, l'œuvre dépeint le célèbre vol du train de paiement de la Estrada de Ferro Central do Brasil, qui s'est produit à 8h30 du matin le 14 juin 1960. Le crime a eu lieu près de la gare de Japeri, Rio de Janeiro, au km 71 du tronçon de la ligne auxiliaire de la compagnie, qui reliait la gare de Japeri à la gare de Botais, à Miguel Pereira.
En novembre 2015, le film est inclus dans la liste établie par l'Association brésilienne des critiques de cinéma (Abraccine) des 100 meilleurs films brésiliens de tous les temps.

## Synopsis
Grilo est un délinquant citadin intelligent qui prétend travailler pour un puissant chef de gang, qu'il appelle « L'Ingénieur ». Il convainc ainsi Tião Medonho et d'autres bandits d'une favela de braquer un train de paiement. L'audace du crime fait que la police soupçonne un gang international de bandits, alors qu'en réalité les voleurs font partie intrégrante du quotidien brésilien de pauvreté et de violence.
Les criminels s'engagent à ne pas dépenser l'argent volé avant un an, afin de ne pas éveiller les soupçons. Mais Grilo rompt l'accord parce qu'il pense que son physique le rend différent des autres, ce qui finit par susciter la colère de ses camarades. Grilo affirme alors que l'Ingénieur a préparé une nouvelle arnaque, mais il s'agit en fait d'un piège pour se débarrasser de ses acolytes.

## Fiche technique
- Titre original brésilien : O Assalto ao Trem Pagador[4]
- Titre français : Le Hold-up du train postal ou L'Attaque du train postal[5]
- Réalisation : Roberto Farias
- Scénario : Roberto Farias, Luiz Carlos Barreto (pt), Alinor Azevedo
- Photographie : Amleto Daissé
- Montage : Rafael Valverde Justo
- Musique : Remo Usai
- Décors : Alexandre Horvat, Pierino Massenzi
- Costumes : Zilma Fechó
- Maquillage : Paulo Carias
- Production : Herbert Richers, Roberto Farias, Arnaldo Zonari
- Société de production : Producoes cinematograficas Herbert Richers
- Pays de production :  Brésil
- Langue originale : portugais
- Format : Noir et blanc - 1,37:1 - Son mono
- Genre : Drame et film de casse
- Durée : 102 minutes
- Date de sortie : 
  - Brésil : 28 juin 1962

## Distribution
- Reginaldo Faria (pt) : Grilo Peru
- Grande Otelo : Cachaça
- Eliezer Gomes : Tião Medonho
- Jorge Dória : le délégué
- Ruth de Souza : Judith
- Luíza Maranhão : Zulmira
- Miguel Ângelo : Miguel "Gordinho"
- Helena Ignez : Marta
- Átila Iório : Tonho
- Miguel Rosenberg : Edgar
- Dirce Migliaccio : la femme de Edgar
- Clementino Kelé : Lino
- Gracinda Freire : la femme de Miguel (non créditée)
- Oswaldo Louzada